# Arrondissement de Pontivy
L'arrondissement de Pontivy est une division administrative française, située dans le département du Morbihan et la région Bretagne.

## Composition

### Composition avant 2015
Liste des cantons de l'arrondissement de Pontivy jusqu'en 2015 : 
- canton de Baud ;
- canton de Cléguérec ;
- canton de Gourin ;
- canton de Guémené-sur-Scorff ;
- canton de Josselin ;
- canton du Faouët ;
- canton de Locminé ;
- canton de Pontivy ;
- canton de Rohan ;
- canton de Saint-Jean-Brévelay.

### Découpage cantonal depuis 2017
- canton de Grand-Champ (partie) ;
- canton de Gourin ;
- canton de Guémené-sur-Scorff ;
- canton de Moréac (partie) ;
- canton de Ploërmel.

### Découpage communal depuis 2017

Carte de l'arrondissement de Pontivy depuis 2016.

Depuis 2015, le nombre de communes des arrondissements varie chaque année soit du fait du redécoupage cantonal de 2014 qui a conduit à l'ajustement de périmètres de certains arrondissements, soit à la suite de la création de communes nouvelles. Le nombre de communes de l'arrondissement de Pontivy est ainsi de 78 en 2015, 75 en 2016, 96 en 2017, 93 en 2019 et 92 en 2022.
Afin de faire correspondre les arrondissements aux intercommunalités, en particulier dans le secteur de Ploërmel Communauté, les limites territoriales sont modifiées au 1er janvier 2017 : les communes de Brignac, Campénéac, Concoret, Évriguet, Gourhel, Guilliers, Loyat, Mauron, Ménéac, Mohon, Monterrein, Montertelot, Néant-sur-Yvel, Ploërmel, Saint-Brieuc-de-Mauron, Saint-Léry, Saint-Malo-des-Trois-Fontaines, Taupont, Tréhorenteuc, La Trinité-Porhoët et Val d'Oust, (soit les anciens cantons de Ploërmel, Mauron, la Trinité-Porhoët, plus les anciennes communes de La Chapelle-Caro et du Roc-Saint-André) quittent l'arrondissement de Vannes au profit de celui de Pontivy.
Au 1er janvier 2024, l'arrondissement groupe les 92 communes suivantes :
1. Baud
2. Berné
3. Bignan
4. Billio
5. Bréhan
6. Brignac
7. Buléon
8. Campénéac
9. La Chapelle-Neuve
10. Cléguérec
11. Concoret
12. Crédin
13. Le Croisty
14. La Croix-Helléan
15. Cruguel
16. Évellys
17. Évriguet
18. Le Faouët
19. Forges de Lanouée
20. Gourhel
21. Gourin
22. La Grée-Saint-Laurent
23. Guégon
24. Guéhenno
25. Gueltas
26. Guémené-sur-Scorff
27. Guénin
28. Guern
29. Guillac
30. Guilliers
31. Guiscriff
32. Helléan
33. Josselin
34. Kerfourn
35. Kergrist
36. Kernascléden
37. Langoëlan
38. Langonnet
39. Lantillac
40. Lanvénégen
41. Lignol
42. Locmalo
43. Locminé
44. Loyat
45. Malguénac
46. Mauron
47. Melrand
48. Ménéac
49. Meslan
50. Mohon
51. Montertelot
52. Moréac
53. Moustoir-Ac
54. Néant-sur-Yvel
55. Neulliac
56. Noyal-Pontivy
57. Persquen
58. Pleugriffet
59. Ploërdut
60. Ploërmel
61. Plouray
62. Plumelec
63. Pluméliau-Bieuzy
64. Plumelin
65. Pontivy
66. Priziac
67. Radenac
68. Réguiny
69. Rohan
70. Roudouallec
71. Le Saint
72. Saint-Aignan
73. Saint-Allouestre
74. Saint-Barthélemy
75. Saint-Brieuc-de-Mauron
76. Sainte-Brigitte
77. Saint-Caradec-Trégomel
78. Saint-Gérand-Croixanvec
79. Saint-Gonnery
80. Saint-Jean-Brévelay
81. Saint-Léry
82. Saint-Malo-des-Trois-Fontaines
83. Saint-Servant
84. Saint-Thuriau
85. Saint-Tugdual
86. Séglien
87. Silfiac
88. Le Sourn
89. Taupont
90. Tréhorenteuc
91. La Trinité-Porhoët
92. Val d'Oust

## Démographie
En 2022, l'arrondissement comptait 157 097 habitants.
| 1968    | 1975    | 1982    | 1990    | 1999    | 2006    | 2011    | 2016    | 2021    |
| ------- | ------- | ------- | ------- | ------- | ------- | ------- | ------- | ------- |
| 121 806 | 119 770 | 118 303 | 115 037 | 113 998 | 119 096 | 124 299 | 155 521 | 156 187 |

| 2022    | - | - | - | - | - | - | - | - |
| ------- | - | - | - | - | - | - | - | - |
| 157 097 | - | - | - | - | - | - | - | - |

## Sous-préfets
| Période           | Période         | Identité                                 | Fonction précédente | Observation           |
| ----------------- | --------------- | ---------------------------------------- | ------------------- | --------------------- |
|                   |                 |                                          |                     |                       |
| 22 avril 1800     |                 | Colomban Louis d'Haucourt                |                     |                       |
| 29 octobre 1803   |                 | Gaspard de Chabrol                       |                     |                       |
| 19 février 1806   |                 | François-Marie Le Bare                   |                     | Maire de Pontivy      |
| 23 août 1815      |                 | Louis-Auguste Desmazis                   |                     |                       |
| 1er mai 1818      |                 | Charles Le Maistre                       |                     |                       |
| 21 juillet 1819   |                 | François-Marie Le Bare                   |                     |                       |
| 9 octobre 1832    |                 | Jean-Edouard Aumassip                    |                     |                       |
| 21 octobre 1836   |                 | Alcibiade Ailhaud                        |                     |                       |
| 29 mai 1839       |                 | Émile Dufeu                              |                     |                       |
| 23 août 1842      |                 | Germain Boullé                           |                     |                       |
| 25 janvier 1848   |                 | Jacques Alazard                          |                     |                       |
| 9 août 1848       |                 | Adolphe Rondeaux                         |                     |                       |
| 27 août 1849      |                 | Théodule Revel                           |                     |                       |
| 9 mai 1852        |                 | Charles Falcon de Cimier                 |                     |                       |
| 23 septembre 1858 |                 | Louis Jean Baptiste de l'Aubespine-Sully |                     |                       |
| 11 juin 1860      |                 | Émile Joseph Antoine de Lamorte-Felines  |                     |                       |
| 11 mars 1864      |                 | Anatole Perin                            |                     |                       |
| 16 mars 1870      |                 | Louis Paul Emile Varcollier              |                     |                       |
| 5 octobre 1870    |                 | Henri Martel                             |                     |                       |
| 19 avril 1871     |                 | Abdon Béchade                            |                     |                       |
| 24 janvier 1872   |                 | Jean-Marie Tassel                        |                     |                       |
| 15 février 1873   |                 | Oscar de Poli                            |                     |                       |
| 16 octobre 1873   |                 | Auguste Poulin                           |                     |                       |
| 15 mai 1874       |                 | Henri Léopold Giraud                     |                     |                       |
| 24 mai 1876       |                 | Edmond Vayssie                           |                     |                       |
| 24 mai 1877       | 25 août 1877    | Albert Hyrvoix (d)                       |                     |                       |
| 25 août 1877      |                 | Henri Marie Leddet                       |                     |                       |
| 3 janvier 1878    |                 | Aristide Demangeat                       |                     |                       |
| 25 mars 1879      |                 | René Chauvin                             |                     |                       |
| 30 mars 1881      |                 | Frédéric Cazalis                         |                     |                       |
| 28 février 1882   |                 | Gustave Chadenier                        |                     |                       |
| 4 avril 1883      |                 | Barrabant                                |                     |                       |
| 29 octobre 1883   |                 | Joseph Arthur Rostaing                   |                     |                       |
| 13 juin 1889      |                 | Pierre Marraud                           |                     |                       |
| 18 avril 1891     |                 | Lucien Émile Lion                        |                     |                       |
| 18 mars 1895      |                 | Clovis Marserou                          |                     |                       |
| 6 juillet 1895    |                 | Prosper Marius Dimier                    |                     |                       |
| 19 juillet 1898   |                 | François Lasserre                        |                     |                       |
| 31 décembre 1899  |                 | Paul Truc                                |                     |                       |
| 1905              |                 | Victor Gilotte                           |                     |                       |
| 3 novembre 1906   |                 | Émile Riom                               |                     |                       |
| 20 juin 1908      |                 | Clément Gola                             |                     |                       |
| 8 novembre 1914   | décembre 1914   | Frédéric Atger                           |                     |                       |
| décembre 1914     | 17 février 1918 | Paul Morard                              |                     |                       |
| 17 février 1918   | 18 mars 1919    | Frédéric Atger                           |                     |                       |
| 18 mars 1919      |                 | Julien Fraïssé                           |                     |                       |
| janvier 1920      |                 | Pierre Paul Ourmet                       |                     |                       |
| 1er mai 1920      |                 | Joseph Léon Ratier                       |                     |                       |
| 15 novembre 1923  |                 | Jules Guilbert                           |                     |                       |
| 9 août 1929       |                 | Léon Gonzalve                            |                     |                       |
| 11 juillet 1930   |                 | Jean Guibout                             |                     |                       |
| 25 septembre 1930 |                 | Maurice Chatard                          |                     |                       |
| 19 mai 1934       |                 | Pierre Le Baube                          |                     |                       |
| juillet 1934      |                 | Henri Maillard                           |                     |                       |
| 30 janvier 1935   |                 | Louis Joseph Just                        |                     |                       |
| 9 mai 1936        |                 | Christian Chulliat                       |                     |                       |
| 30 octobre 1940   |                 | Marcel Filuzeau                          |                     |                       |
| 5 mars 1943       |                 | Jean-Gabriel Eriau                       |                     |                       |
| août 1944         |                 | Félix Geffriaud                          |                     | Installé en mars 1945 |
| septembre 1946    | juillet 1948    | Jacques Bernard                          |                     |                       |
| juillet 1948      | février 1954    | Édouard Duchêne-Marullaz                 |                     |                       |
| février 1954      | août 1958       | Henri Martinet                           |                     |                       |
| août 1958         | septembre 1959  | Jean Monfraix                            |                     |                       |
| septembre 1959    | mai 1961        | Jean Graille                             |                     |                       |
| mai 1961          | août 1961       | Philippe Lanquine                        |                     |                       |
| août 1961         | mars 1964       | Bernard Raffour                          |                     |                       |
| mars 1964         | novembre 1967   | Maxime Gonzalvo                          |                     |                       |
| novembre 1967     | février 1971    | Georges Audebert                         |                     |                       |
| février 1971      | septembre 1974  | Édouard Lacroix                          |                     |                       |
| septembre 1974    | juillet 1976    | Christian Achard                         |                     |                       |
| juillet 1976      | octobre 1979    | Jean-Alain Tissier                       |                     |                       |
| octobre 1979      | août 1985       | Guy Berthiaux                            |                     |                       |
| août 1985         | novembre 1988   | Jean-Pierre Guercin                      |                     |                       |
| novembre 1988     | août 1991       | André Moteley                            |                     |                       |
| août 1991         | mars 1994       | Philippe Schaefer                        |                     |                       |
| mars 1994         | août 1995       | Michel Piriou                            |                     |                       |
| août 1995         | février 2001    | Alain Coulas                             |                     |                       |
| février 2001      | juillet 2002    | Jean-Claude Neillo                       |                     |                       |
| juillet 2002      | septembre 2005  | Jean-Michel Bruneau                      |                     |                       |
| septembre 2005    | juin 2008       | Sylvette Misson                          |                     |                       |
| juin 2008         | août 2011       | Corinne Chauvin                          |                     |                       |
| août 2011         | avril 2015      | Bernard Le Menn                          |                     |                       |
| avril 2015        | mars 2019       | Mikaël Doré                              |                     |                       |
| mars 2019         | septembre 2021  | Patrick Vautier                          |                     |                       |
| septembre 2021    | En cours        | Claire Liétard                           |                     |                       |

Une liste complète est présentée sur le site de la préfecture du Morbihan.